# Keith Sweat
Keith Sweat, geboren als Keith Crier (New York, 22 juli 1961), is een Amerikaans R&B-singer-songwriter, platenproducer, radiopresentator en belangrijke vertolker van de new jack swing.

## Begin muzikale carrière
Sweat begon zijn muzikale carrière in 1975 als lid van de Harlemse band "Jamilah". De groep was begonnen met bassist Larry Peoples, gitarist Michael Samuels, en drummer Walter Bradley. Latere leden waren Peter DaCosta (zang), Joseph McGeachy (saxofoon), Dwight Banks (trompet), en Kenneth Varner (keyboards). De groep had een regionale uitstraling en trad ook op in de aangrenzende staten New Jersey and Connecticut. In Jamilah kon Keith Sweat zich ontwikkelen als (lead)zanger.
In 1984 verliet Keith Sweat de groep om solo te gaan. Via het zingen in nachtclubs in New York kreeg hij de kans om een plaat op te nemen voor het nieuwe, onafhankelijke label Stadium Records. Sweat nam voor Stadium twee nummers op: "Lucky Seven (Stay As You Are)" en "My Mind Is Made Up" (pas de derde release van Stadium). Opmerkelijk is dat Keith Sweat al bij die Stadium-release is genoemd als co-writer and co-producer van "You Are The One For Me", de laatste opname ooit van de groep GQ. Omdat een van de oorspronkelijke GQ-leden ook Keith "Sabu" Crier (Sweats geboortenaam) heette, is het waarschijnlijk dat Sweat ook heeft bijgedragen aan dat nummer (anders was het een vergissing in het colofon, of, maar dat is zeer onwaarschijnlijk, had het label twee Keith Criers in dienst).

## Albums
In 1987, drie jaar later dus, wordt Keith Sweat ontdekt door Vincent Davis van Vintertainment Records, opgericht in 1983 op de fundering van de vroege hiphop en bekend van Joeski Love's "Pee Wee Dance" in 1985. Vintertainment werd gedistribueerd door Elektra Records van 1985 tot 1990, in welk jaar Elektra contract en rechten overnam om Keith Sweat direct op hun eigen label te zetten. Op 25 november 1987 kwam Sweats debuut soloalbum "Make It Last Forever" uit. Het werd met drie miljoen verkochte exemplaren meteen een groot succes. De grootste hit, in Amerika, van dit album was "I Want Her" (#1 R&B/#5 Pop), werd zelfs genomineerd voor de 1989 Soul Train Music Awards als Beste "R&B/Urban Contemporary Song of the Year", terwijl de titelsong "Make It Last Forever" de tweede positie in de R&B hitlijsten haalde.
Ook zijn tweede album "I'll Give All My Love to You", in 1990, deed het erg goed met een uiteindelijke zesde plaats in de Billboard Album Top 200.
Het derde album "Keep It Comin'" (1991) kwam zelfs binnen in the top 20 (maar verkocht uiteindelijk minder, waarschijnlijk mede vanwege de gebrekkige promotie). Gedurende deze periode werden de singles "(There You Go) Tellin' Me No Again" (van de soundtrack van de film "New Jack City"), "Why Me Baby" (met LL Cool J) and "Keep It Comin'". Sweat verhuisde van New York naar Atlanta, waar hij het Keia Records label oprichtte (met later onder meer Silk & Kut Klose in het artiestenbestand.
Sweats vierde album "Get Up on It" kwam uit in de zomer van 1994, en zijn vijfde, ongetitelde, album in 1996. Beide albums bereikten de top tien van de Billboard Top 200. Met een 2e en respectievelijk 3e plek in de Billboard Hot 100 werden de singles "Twisted" en "Nobody" de grootste hits van Sweat tot op heden. Het nummer "Just A Touch", met Traci Hale op de achtergrond, werd een veelgedraaid nummer op de radio. "Just A Touch" was een cover van het nummer "Just a Touch of Love" uit 1979 van de band Slave.
In 1998 bracht Sweat een zesde album uit: "Still in the Game". Dit album bereikte de 6e plaats op de Billboard Album Top 200 en een 2e plaats in de Amerikaanse R&B/Hip Hop albumlijst. Van dit album werden "Come and Get With Me", met Snoop Dogg, en "I'm Not Ready" op single uitgebracht om vervolgens de 12e respectievelijk 16e plaats van de Billboard Hot 100 te veroveren.
Vanaf 2000 werd het succes minder. Van het album "Didn't See Me Coming" haalde geen enkele single de (Amerikaanse) top40, alleen een paar bescheiden hits op de Hot R&B/Hip-Hop charts.
Op 13 augustus 2002 komt Keith Sweat met een achtste album: "Rebirth". De single "One on One" reikt tot nummer 75 van de Billboard Hot 100 en 44 in de Hot R&B/Hip-Hop Singles & Tracks chart.
In 2008 wordt Sweat opgenomen in de Georgia Music Hall of Fame. In hetzelfde jaar brengt hij zijn negende album uit, "Just Me", terwijl de eerste single "Love U Better" (met Keyshia Cole)" al veel op de radio werd gedraaid.
Keith Sweat is op dit moment onder contract bij Kedar Records, dat op 22 juni 2010 zijn 10e studioalbum getiteld "Ridin' Solo" uitbracht. Op "Test Drive", de eerste single van dit album, zingt Joe, van hetzelfde label, mee.

## Nieuwe groepen
In 1992 ontdekte Keith Sweat de groep Silk en hielp de groep met hun debuutalbum "Lose Control".
In 1993 gebeurde hetzelfde met het R&B-vrouwentrio Kut Klose uit Atlanta, bestaande uit Lavonn Battle, Tabitha Duncan en Athena Cage. Keith Sweat produceert hun debuutalbum "Surrender". In 1994 zingt het trio verdienstelijk mee in het nummer "Get Up On It", en later in 1996 in het nummer "Twisted" (met aardig detail: in het intro worden ze ook genoemd). Op datzelfde album zingt Athena Cage met Keith Sweat het duet "Nobody".
En eind 1997 ontdekt en lanceert Keith Sweat opnieuw een groep: Ol' Skool. Op het titelloze debuutalbum zingt Sweat mee op de latere single "Am I Dreaming," waaraan ook R&B-groep Xscape vocaal bijdraagt.
Ook in dat jaar formeert Keith Sweat ook de R&B-supergroep LSG, met Gerald Levert en Johnny Gill. Idee en initiatief komen van Keith Sweat, Sean 'Puffy' Combs en Jermaine Dupri produceren de plaat. Het eerste, zelfgetitelde album "Levert/Sweat/Gill" werd dubbel platina en bereikte plaats 4 op de U.S. Billboard 200. Een tweede album "LSG2" verscheen in 2003. LSG scoort in de Amerikaanse R&B-hitlijsten in totaal 30 nummer 1-hits en verkoopt meer dan 30 miljoen albums.

## Radio
Sinds 2007 presenteert Keith Sweat het nationale radioprogramma "The Keith Sweat Hotel", beter bekend als "The Quiet Storm with Keith Sweat", op radio WBLS.

## Discografie

### Albums
| Album met eventuele hitnotering(en) in de Nederlandse Album Top 100 | Datum van verschijnen | Datum van binnenkomst | Hoogste positie | Aantal weken | Opmerkingen   |
| ------------------------------------------------------------------- | --------------------- | --------------------- | --------------- | ------------ | ------------- |
| Make It Last Forever                                                | 1987                  | -                     | -               | -            |               |
| I'll Give All My Love to You                                        | 1990                  | 14-07-1990            | 54              | 8            |               |
| Keep It Comin'                                                      | 1991                  | -                     | -               | -            |               |
| Get Up on It                                                        | 1994                  | 09-07-1994            | 28              | 11           |               |
| Keith Sweat                                                         | 1996                  | 06-07-1996            | 19              | 21           |               |
| Just a Touch                                                        | 1997                  | 02-08-1997            | 49              | 9            | Verzamelalbum |
| Still in the Game                                                   | 1998                  | 26-09-1998            | 19              | 8            |               |
| Didn't See Me Coming                                                | 2000                  | 25-11-2000            | 76              | 2            |               |
| Rebirth                                                             | 2002                  | 31-08-2002            | 88              | 3            |               |
| Keith Sweat Live                                                    | 2003                  | -                     | -               | -            | Livealbum     |
| The Best of Keith Sweat: Make You Sweat                             | 2004                  | -                     | -               | -            |               |
| Sweat Hotel Live                                                    | 2007                  | -                     | -               | -            | Livealbum     |
| A Christmas of Love                                                 | 2007                  | -                     | -               | -            | Verzamelalbum |
| Just Me                                                             | 2008                  | -                     | -               | -            |               |
| The Magnificent                                                     | 2009                  | -                     | -               | -            | Verzamelalbum |
| Ridin' Solo                                                         | 2010                  | -                     | -               | -            |               |
| Til the Morning                                                     | 2011                  | -                     | -               | -            |               |
| Harlem Romance: The Love Collection                                 | 2015                  | -                     | -               | -            | Verzamelalbum |
| Dress to Impress                                                    | 2016                  | -                     | -               | -            |               |
| An Introduction To: Keith Sweat                                     | 2017                  | -                     | -               | -            | Verzamelalbum |
| Playing for Keeps                                                   | 2018                  | -                     | -               | -            |               |

### Singles
| Single met eventuele hitnotering(en) in de Nederlandse Top 40 | Datum van verschijnen | Datum van binnenkomst | Hoogste positie | Aantal weken | Opmerkingen                                                |
| ------------------------------------------------------------- | --------------------- | --------------------- | --------------- | ------------ | ---------------------------------------------------------- |
| Make You Sweat                                                | 1990                  | -                     | -               | -            | No. 86 in de Single Top 100                                |
| Twisted                                                       | 1996                  | 27-07-1996            | 14              | 13           | met Kut Klose en Pretty Russ / No. 17 in de Single Top 100 |
| Nobody                                                        | 1996                  | 11-10-1997            | 12              | 13           | met Athena Cage (Kut Klose) / No. 10 in de Single Top 100  |

## Prijzen en nominaties
| Jaar | Categorie                             | Resultaat   |
| ---- | ------------------------------------- | ----------- |
| 1991 | Favoriete R&B/Soul Mannelijke Artiest | Genomineerd |
| 1997 | Favoriete R&B/Soul Album: Keith Sweat | Genomineerd |
| 1997 | Favoriete Mannelijke R&B/Soul Artiest | Gewonnen    |
| 1998 | Favoriete Mannelijke R&B/Soul Artiest | Genomineerd |
| 2013 | Soultrain Lifetime Achievement Award  | Ontvangen   |